# Cerimonia di apertura dei XV Giochi paralimpici estivi

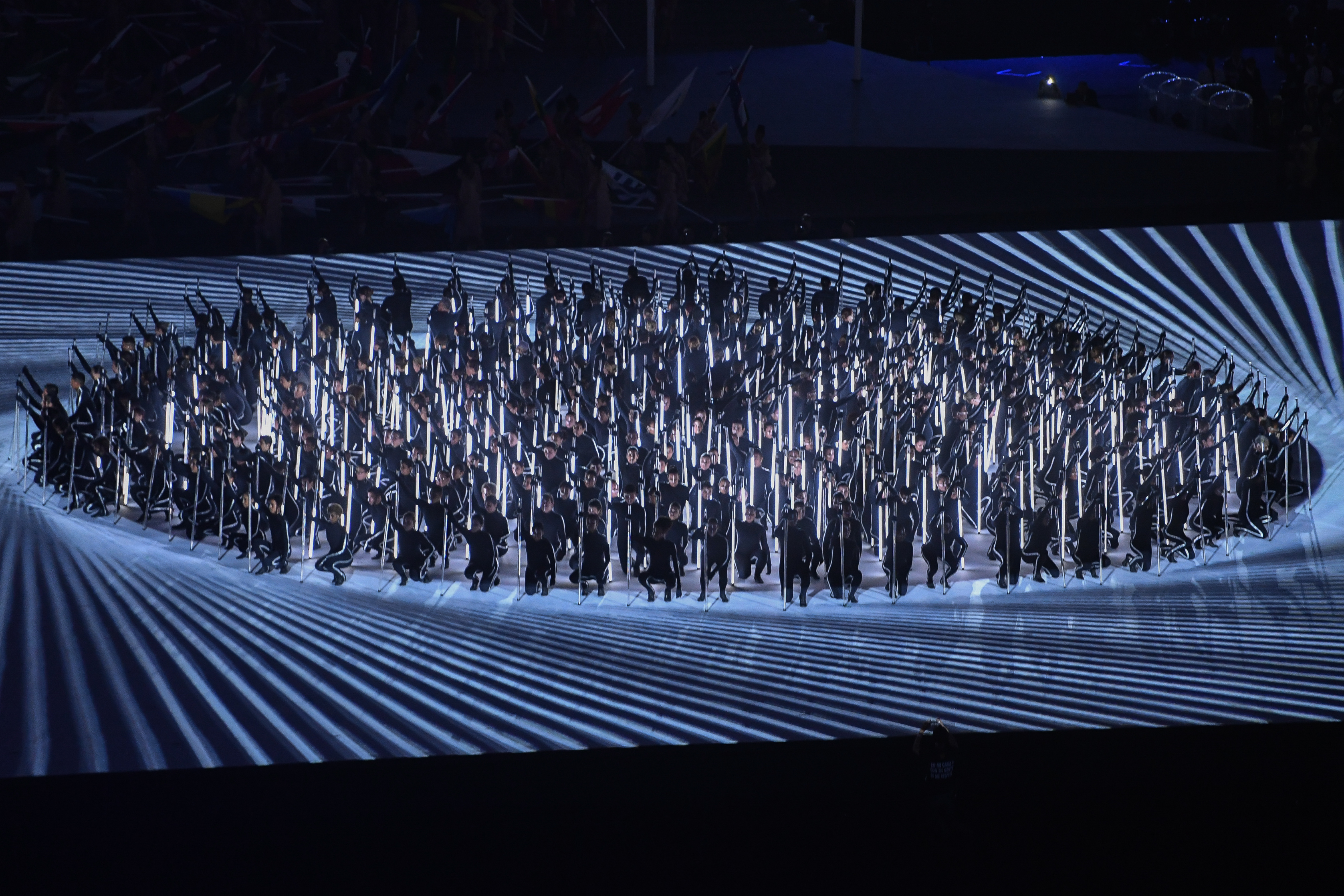
Una delle scene della cerimonia di apertura dei XV Giochi paralimpici estivi.

La cerimonia di apertura dei XV Giochi paralimpici estivi si è svolta il 7 settembre 2016 a partire dalle ore 18:30 (BRT) alle ore 22:00 presso lo stadio Maracanã di Rio de Janeiro. 

## Preparativi
Il tema della cerimonia è stato "Everybody Has a Heart" (in italiano "Ognuno ha un cuore"). Il regista Marcelo Rubens Paiva ha dichiarato che la cerimonia si sarebbe concentrata «sull'umanità, sulla condizione umana, sui sentimenti, le difficoltà, la solidarietà, l'amore e il cuore» ed evocherà «emozioni, risate e lacrime». Almeno 2 500 persone sono state coinvolte nelle cerimonia, tra cui 500 professionisti e 2 000 volontari.
Il 2 settembre 2016, il regista Fred Gelli ha rivelato che alla cerimonia di apertura avrebbe preso parte anche la snowborder paralimpica statunitense e concorrente di Dancing with the Stars Amy Purdy, che avrebbe eseguito un ballo contemporaneo ispirato alla samba con un "partner a sorpresa". Nell'ambito dei problemi economici che hanno riguardato il finanziamento dei giochi paralimpici, il direttore Flávio Machado ha affermato che il costo della cerimonia sarebbe stato fiscalmente responsabile, spiegano che il loro budget "era sufficiente per fare quello che volevamo creare. Non è stato un problema e non lo stiamo usando come scusa".
Il 6 settembre 2016, è stato annunciato che il presidente del Comitato Olimpico Internazionale Thomas Bach non avrebbe preso parte alla cerimonia di apertura, per partecipare al funerale di stato dell'ex presidente federale della Germania Walter Scheel. Il degnato del CIO alla disabilità sport Sam Ramsamy ha partecipato alla cerimonia al suo posto. È la prima volta dal 1984 che il presidente del CIO in carica non partecipa alla cerimonia di apertura di una paralimpiade.